# Place de la République (Nantes)
Pour les articles homonymes, voir Place de la République.
La place de la République est une place de Nantes, en France.

## Situation et accès

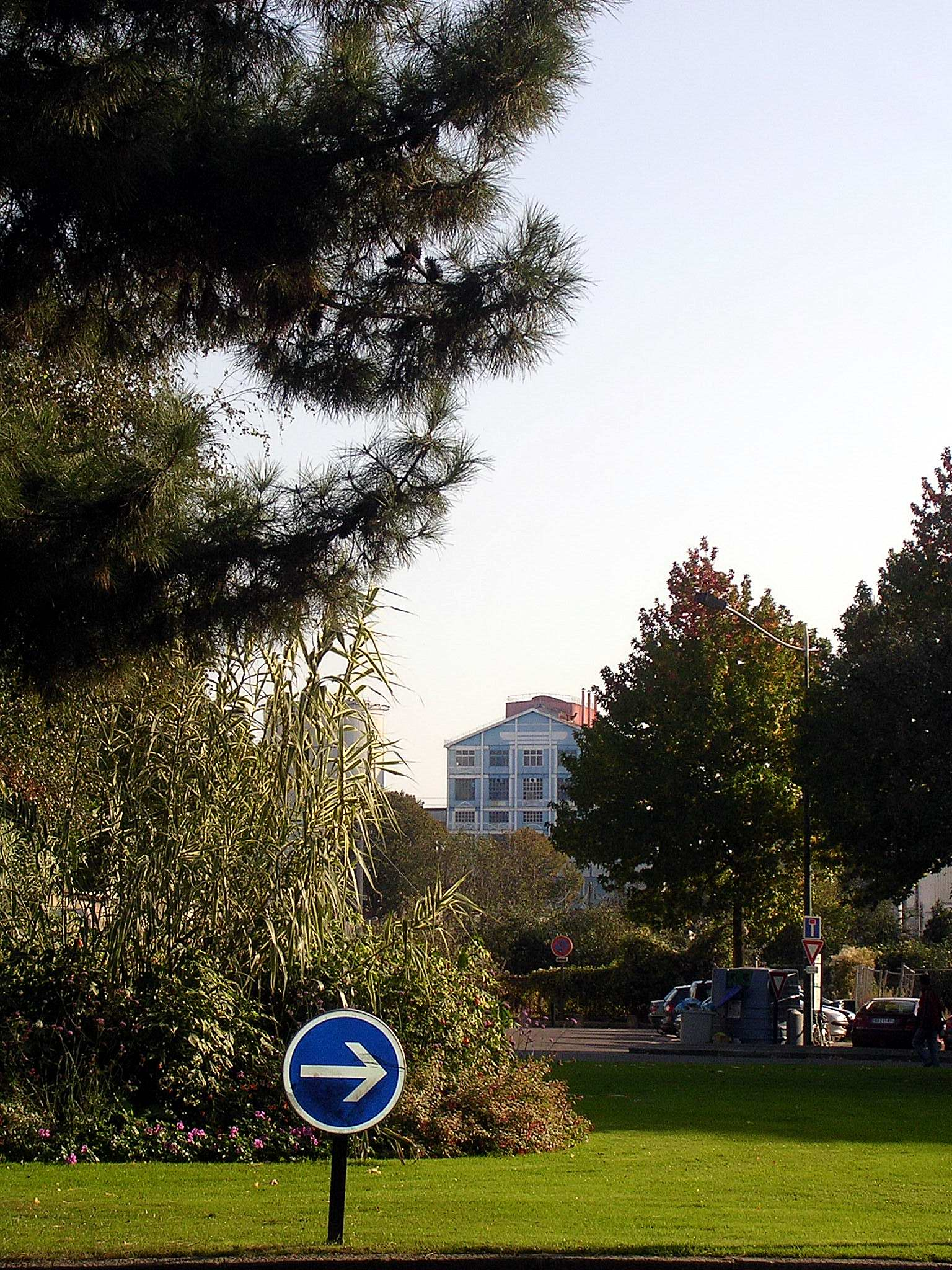
Rond-point arboré de la place de la République vu du nord, avec l'ex-usine Beghin-Say (bleue et blanche) en arrière-plan.

Située sur l'île de Nantes, la place se présente sous la forme d'un plan carré d'environ 90 mètres de côtés planté de copalmes d'Amérique, dont chaque angle est approximativement orienté vers les points cardinaux, et au centre de laquelle se trouve un rond-point arboré d'un cinquantaine de mètres de diamètre traversé par une voie réservé à la ligne 5 du Busway, doté d'une colonne Morris (l'une des seules que compte la ville), et planté notamment de bouleaux verruqueux et de pins maritimes.
Elle dessert les boulevards Babin-Chevaye, Victor-Hugo, de la Prairie-au-Duc, ainsi que les rues Louis-Blanc et Julien-Grolleau.
Sur le côté nord-est se trouve le collège Aristide-Briand, ancienne « école primaire supérieure de jeunes filles », et qui, avec près de 450 élèves, est le seul collège d'enseignement public sur l'île de Nantes,.
Outre la ligne 5 de busway, la place est aussi desservie par la ligne de bus 26.

## Origine du nom
Elle a reçu ce nom, comme de nombreuses voies, lors de l'établissement de la Troisième République.

## Historique
Elle ne fut créée que vers la fin des années 1870 - début des années 1880, puisque les premières ébauches apparaissent sur le plan de l'architecte en chef de la ville Antoine Demoget, publié en 1877, mais est dessinée clairement sur le plan Jouanne de 1887.
Déclarée d'utilité publique par un décret du 30 décembre 1880, la place est dénommée le 28 mai 1885.
Des travaux sont réalisés sur le terre-plein central de la place par la création d'un couloir de bus, afin d'en faciliter sa traversée par la ligne 5 de busway, dont l'inauguration a eu lieu en septembre 2013.